# Eventos del Apocalipsis
Los eventos del Apocalipsis son los eventos que ocurren en el Libro del Apocalipsis del Nuevo Testamento. A continuación se muestra un esquema, capítulo por capítulo.

## Capítulos

### Uno
- La Revelación de Jesucristo dada a Juan.

### Dos
- Juan va a la iglesia de Éfeso para arrepentirse de haber abandonado su primer amor, o el amor que alguna vez tuvieron.[2]
- Juan va a la iglesia de Esmirna para advertirles de diez días de tribulación que pueden costarles la vida o el encarcelamiento.
- Juan va a la iglesia de Pérgamo para que se arrepienta de las doctrinas de Balaam y los Nicolaítas.
- Juan va a la iglesia de Tiatira para arrepentirse de las enseñanzas de la profetisa Jezabel.

### Tres
- Juan va a la iglesia de Sardes por estar "muerto" o ser inconsciente de lo que vendrá, pues sus obras no son perfectas ante Dios.
- Juan va a la iglesia de Filadelfia para perseverar con la poca fuerza que tiene; para impedir que nadie tome su corona.
- Juan va a la iglesia de Laodicea para que se arrepienta de haber invertido en riquezas materiales que lo hacen miserable; más bien, invierte en el oro refinado de Aquel que ha vencido.

### Cuatro
- Se revela el trono celestial con un arcoíris a su alrededor, que tiene a Aquel sentado en él.
- Aparecen veinticuatro tronos circundantes y en ellos están sentados veinticuatro ancianos con coronas.
- Los cuatro seres vivientes se presentan; cada uno tiene seis alas llenas de ojos, uno con cara de león, otro con el de un becerro, el tercero como un hombre y el último como un águila.

La primera visión que experimenta el autor es la de entrar al Cielo y ver el trono de Dios (Apocalipsis 4: 1-6) En Apocalipsis, se describe a Dios "teniendo la apariencia de jaspe y cornalina con un halo parecido a un arcoíris tan brillante como la esmeralda". Alrededor del trono de Dios hay otros veinticuatro tronos, en los que se sientan ancianos con túnicas blancas. Del trono salen truenos y relámpagos y, frente al trono, el autor ve siete antorchas y un mar de cristal.
Luego, el autor ve cuatro criaturas que tienen seis alas y están cubiertos de ojos (Apocalipsis 4: 6-11). Las criaturas están dando gracias eternas a Dios y, cada vez que uno de ellos se inclina para adorar a Dios, los veinticuatro ancianos alrededor del trono de Dios se también inclinan para adorar  a Dios.

### Cinco
- Un libro/rollo resguardado por siete sellos se revela en la mano derecha de Aquel (Dios) que se sienta en el trono (Apocalipsis 5:1).
- Se da a conocer que solo "El León que es de la tribu de Judá" (Apocalipsis 5:5) es digno de abrir este libro/pergamino.
- El Cordero, con siete cuernos y siete ojos, toma el libro/rollo de Aquel que está sentado en el trono (Apocalipsis 5: 6-7).
- Todos los seres celestiales cantan alabanzas y honran al Cordero (Apocalipsis 5:9).

### Seis
- Se rompe el primer sello y el primero de los cuatro seres vivientes presenta un caballo blanco cuyo jinete porta una corona, está equipado con un arco y sale a conquistar.
- El segundo sello se rompe y el segundo de los cuatro seres vivientes presenta un caballo rojo, cuyo jinete empuña una gran espada y sale a arrebatarle la paz de la tierra. Guerra.
- Se rompe el tercer sello y el tercero de los cuatro seres vivientes presenta un caballo negro, cuyo jinete lleva un par de escamas y que representa al hambre.
- El cuarto sello se rompe y el cuarto de los cuatro seres vivientes presenta un caballo pálido, cuyo jinete se llama Muerte y el Infierno lo sigue. Con la autoridad para matar con guerras, hambre, enfermedades y animales salvajes.
- El quinto sello se rompe revelando las almas de aquellos que habían sido asesinados por la "Palabra de Dios".
- El sexto sello es roto y "hubo un gran terremoto; y el Sol se puso negro como cilicio hecho de cabello, y toda la luna se volvió como sangre, y las estrellas del cielo cayeron sobre la tierra. El cielo se partió, cada montaña e isla fueron sacadas de su lugar".
- La humanidad se esconde en las cuevas y montañas reconociendo la presencia de Aquel que se sienta en el trono y la ira del Cordero.

### Siete
- Se revelan los siervos de Dios, los que han de ser sellados antes de la destrucción de la Tierra.
- El número de estos siervos es ciento cuarenta y cuatro mil, que son de las Doce Tribus de Israel.
- Doce mil sellados de cada tribu: de Judá, Rubén, Gad, Aser, Neftalí, Manasés, Simeón, Leví, Isacar, Zabulón, José y Benjamín.
- Una gran multitud que salió de la Gran Tribulación se presenta con túnicas blancas, con ramas de palmas en las manos.

### Ocho

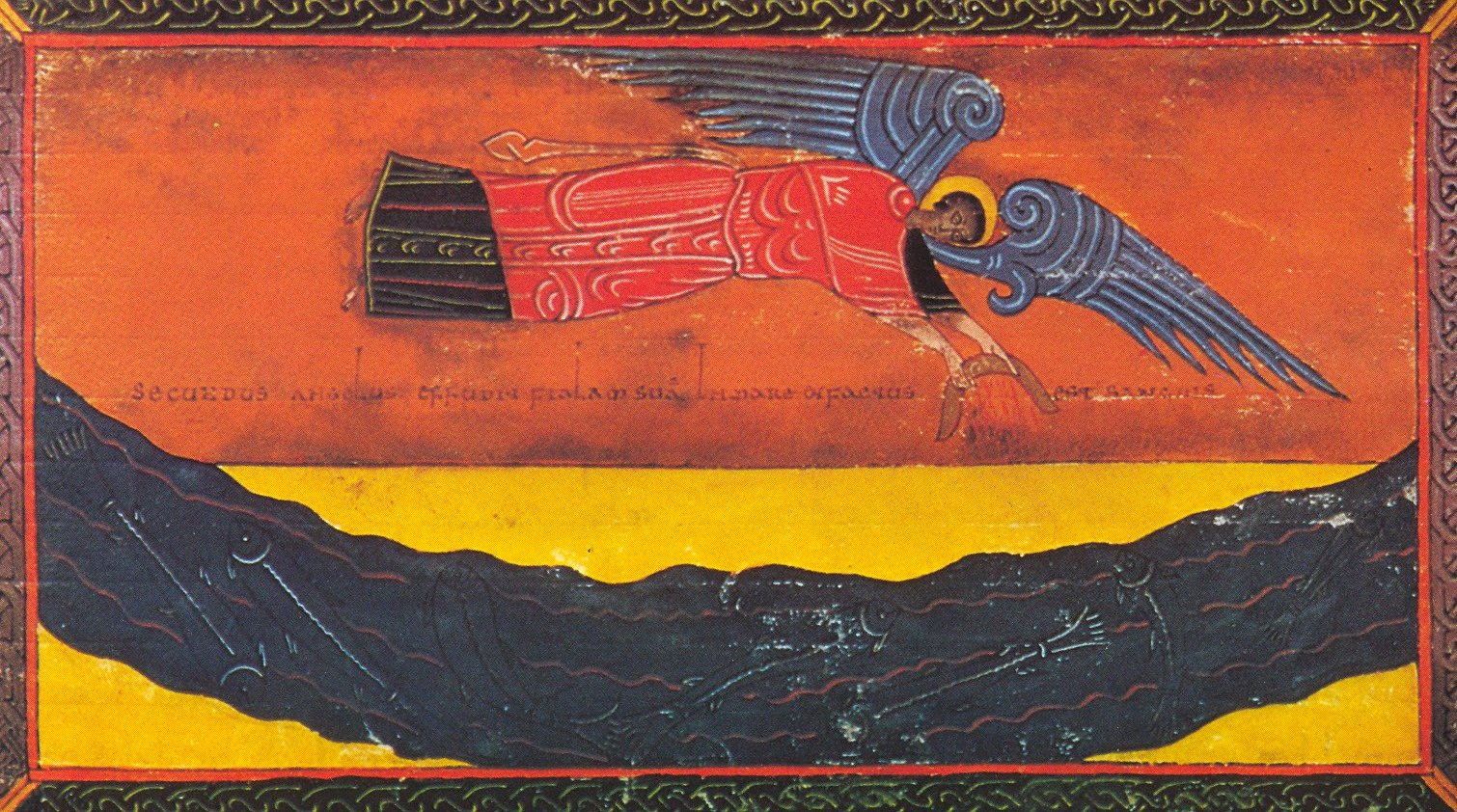
Quinta trompeta: ¡Ay! Beato de Facundo, 1047

- Se abre el séptimo sello y el cielo permanece en silencio durante aproximadamente media hora.
- Un ángel ofrece incienso y las oraciones de todos los santos, en el altar de oro ante el trono.
- Después de que el humo y las oraciones ascienden a Dios, el ángel llena el incensario de brasas, desde el altar, y lo arroja a la tierra provocando estruendos, truenos, relámpagos y un terremoto.
- El primer ángel de los siete tocó su trompeta: "y fueron arrojados sobre la tierra granizo y fuego mezclados con sangre. Y se quemó la tercera parte de la tierra, la tercera parte de los árboles y toda la hierba verde''.
- El segundo ángel tocó su trompeta: "Y fue arrojado al mar algo que parecía una enorme montaña envuelta en llamas. La tercera parte del mar se convirtió en sangre" Matando a la tercera parte de las criaturas que viven en el mar y a la tercera parte de los barcos.
- El tercer ángel tocó la trompeta: Y una gran estrella, llamada "Amargura", cayó del cielo envenenando la tercera parte del agua de los todos los ríos y manantiales.
- El cuarto ángel tocó la trompeta: ''Y fue asolada la tercera parte del sol, de la luna y de las estrellas, de modo que se oscureció la tercera parte de ellos''. Así quedó sin luz la tercera parte del día y la tercera parte de la noche.
- Otro ángel aparece para declarar tres "Ayes" para los siguientes tres toques de trompeta.

### Nueve
- El quinto ángel toca su trompeta; esto señala el "Primer ay".
- Una estrella cae del cielo a la tierra y se le da la llave del pozo del abismo.
- Abre el pozo y sube el humo, oscureciendo el sol y el aire.
- Las Langostas salen del humo, del pozo, y Abadón les ordena atormentar a cualquier hombre que no tenga el sello de Dios en su frente durante cinco meses.
- El sexto ángel toca su trompeta.
- Los cuatro ángeles que están atados junto al gran río Éufrates son liberados.
- Los cuatro ángeles del Éufrates preparan un ejército de 200 millones de tropas de caballería que matan a un tercio de la humanidad.

### Diez
- Otro ángel poderoso (el séptimo) aparece parado con un pie sobre el mar y el otro sobre la tierra, sosteniendo un pequeño rollo escrito abierto.
- El ángel grita y siete truenos dan sus voces.
- Se le ordena al apóstol Juan que selle lo que los truenos pronunciaron en el rollo, y se le dice que no escriba sobre lo dicho.
- El ángel declara que el misterio de Dios se revelará al sonar la séptima trompeta.
- Juan recibe instrucciones de tomar el pequeño rollo y comerlo.

### Once
- Juan recibe una caña para medir el templo de Dios, el altar y calcula cuántos pueden adorar allí.
- Se trae a la atención de Juan que las naciones pisotearan la ciudad santa del templo, durante cuarenta y dos meses (1 260 días).
- Durante ese mismo tiempo, dos testigos, vestidos de cilicio, profetizarán cerrando el cielo, de esta forma no permitiendo que llueva y esto atormentará a las naciones.
- A Juan le dicen la primera mención de la Bestia, quien vencerá a los dos testigos y los matará.
- Durante tres días y medio, la humanidad de la Tierra celebrará la muerte de los dos testigos que los han atormentado durante tres años y medio.
- Dios resucitará a los dos testigos; esto infunde miedo en todos los que presencian su renacimiento, y los dos testigos ascienden al cielo.
- En la hora siguiente, ocurre un gran terremoto que mata a siete mil personas, destruyendo la décima parte de la ciudad.
- El "tercer ay" es señalado por el sonido de la séptima trompeta.
- Fuertes voces en el cielo proclaman a Cristo como gobernante por los siglos de los siglos bajo el "Reino de nuestro Señor".
- Se da gracias a Dios Todopoderoso y alabanzas por la ira que vino, los muertos que fueron juzgados, y los siervos recompensados.
- El templo de Dios en el cielo se abre y el Arca de la Alianza aparece en su templo.
- Se producen relámpagos y truenos seguidos de un terremoto y una gran granizada.

### Doce

#### Guerra en El Cielo
Estalla la guerra en el Cielo, el Arcángel Miguel y sus ángeles luchan en contra de ''el dragón'' y los ángeles de este.

#### La mujer

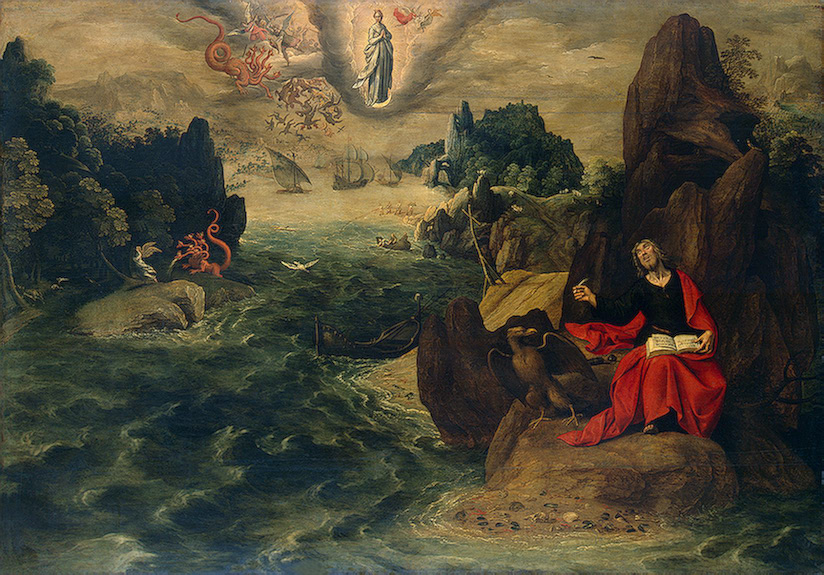
Paisaje con San Juan el Evangelista en Patmos por Tobias Verhaecht, 1598. La mujer y el dragón se aprecian en el cielo.

Una mujer da a luz a un hijo que "gobernará a todas las naciones con puño de hierro". Luego es perseguida por un dragón de siete cabezas y diez cuernos, que quiere matar a su bebé. Sin embargo, el niño fue arrebatado y llevado por Dios. Aun así, el niño estuvo sacado por Dios. Inmediatamente después de esto, Miguel y sus ángeles lucharon contra el dragón y sus seguidores en el Cielo. El dragón perdió la guerra y fue arrojado a la Tierra junto con todos sus seguidores. El dragón persiguió a la mujer y trató de ahogarla, pero el agua se escurrió bajo el suelo. A la mujer le crecieron alas y huyó volando. El dragón se enfureció y fue a la guerra con el resto de su descendencia, que guarda los mandamientos de Dios.

### Trece
Una bestia con diez cuernos y siete cabezas surge del mar y el dragón le da autoridad para gobernar la Tierra. La gente de la Tierra se maravilla con las habilidades de la bestia y la adoran a ella y al dragón. Las personas de maravilla de Tierra en las capacidades y la adoración de la bestia él y el Dragón. (Apocalipsis 13:4). La bestia es capaz de controlar todo el planeta y empezar una la guerra contra los santos y vencerlos. A continuación, surge otra bestia, esta vez del suelo. Esta bestia, que se asemeja a un cordero pero hablaba como un dragón, ejerce autoridad en nombre de la anterior y provoca "grandes señales milagrosas" para hacer que la gente siga a la bestia original. La segunda bestia, también conocida como el falso profeta, obliga a todos los que no llevan la Marca de Dios a recibir la Marca de la Bestia en su mano derecha o en la frente, declarando que "Nadie pudiera comprar ni vender, a menos que llevara la marca, que es el nombre de la bestia o el número de ese nombre". (Apocalipsis 13:11-17).

### Catorce
- El Cordero aparece en el monte Sion con 144.000 vírgenes varones libres de pecado como primicias, que cantan un himno nuevo y siguen al Cordero.
- Un ángel aparece en el aire proclamando el evangelio eterno.
- Un segundo ángel anuncia la caída de Babilonia.
- Un tercer ángel declara la ira de Dios sobre los que adoran o reciben la marca de la bestia. Esto requiere perseverancia por parte de los santos.
- Una voz celestial pronuncia la bienaventuranza y la recompensa de aquellos dichosos que "de ahora en adelante mueren en el Señor".
- Un ángel invita a un "semejante al Hijo del hombre" que porta una corona, sentado sobre una nube, a usar su hoz para cosechar la tierra.
- Otro ángel, atendiendo el fuego de un altar, invita a otro ángel más a cosechar las uvas maduras de la tierra, y lo hace. Se producen enormes volúmenes de sangre que abarcan trescientos kilómetros.

### Quince
Juan escribe sobre siete ángeles con siete plagas, las últimas plagas que ocurrirán. Afirma que hasta que las plagas estén completas, nadie puede entrar en el Templo de Dios.

### Dieciséis

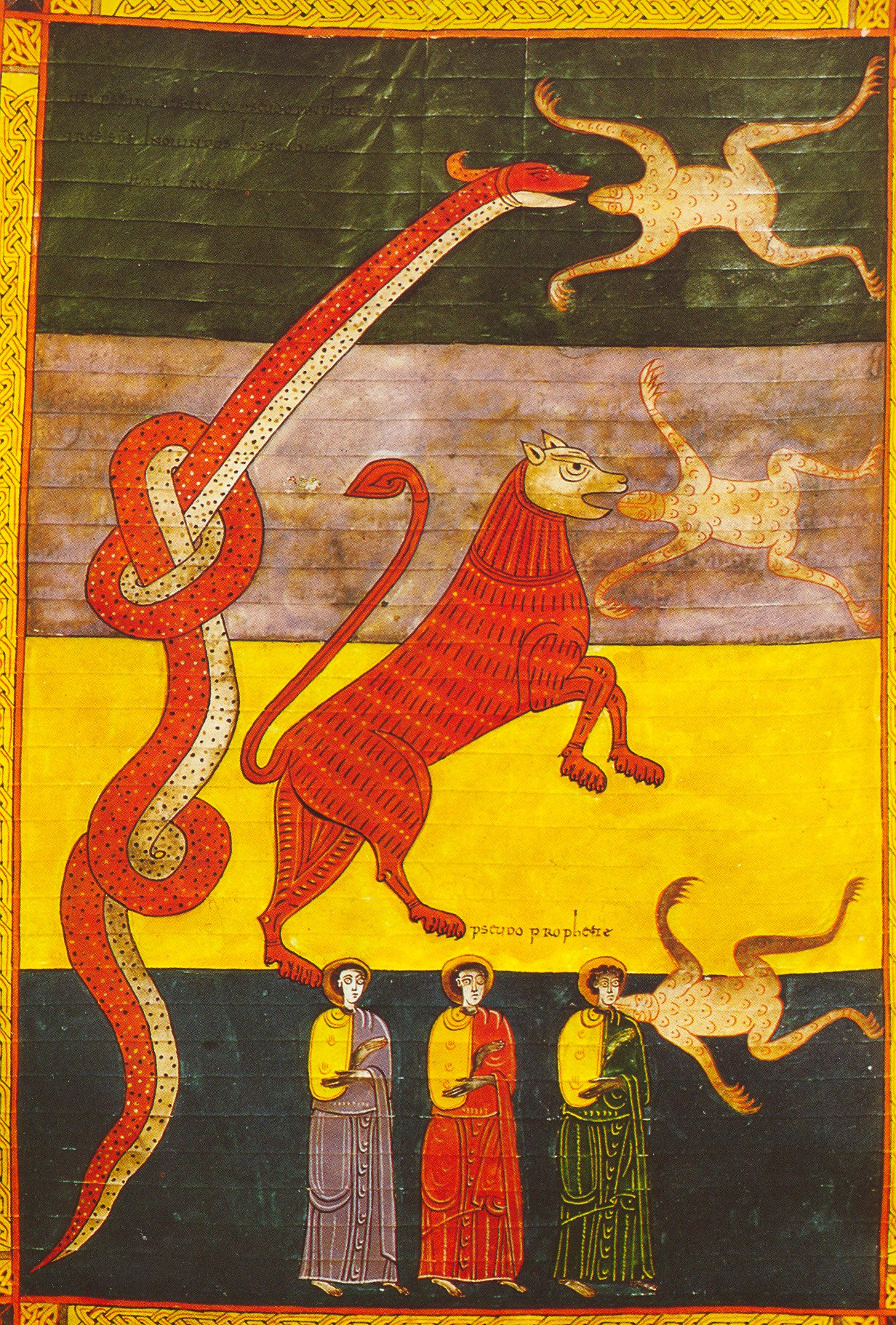
El Falso Profeta, Apoc. XVI, Beato de Facundo.

Las siete copas de la ira de Dios son de naturaleza similar a los juicios de las Trompetas, pero mucho peores porque no habrá advertencia cuando lleguen.  En primer lugar, los juicios de las Trompetas son plagas que traen devastación parcial y plagas sobre 1/3 de la naturaleza y las personas, mientras que los juicios de las copas son ataques directos más severos contra la humanidad y la naturaleza, trayendo así más caos a la Tierra que los juicios de las trompetas. Por último, los juicios de las trompetas ofrecen una posibilidad de redención y arrepentimiento, mientras que los juicios de las copas no; los juicios de la copa son un ataque literal a aquellos que han tomado la marca de la Bestia, y a quienes son considerados incorregibles y arrogantemente impenitentes, haciéndolos así imposibles de salvar. Los juicios de las copas se enumeran a continuación.
- Llagas desagradables y repugnantes (posiblemente furúnculos o ántrax) en los adoradores de la Bestia. Estas llagas sólo afectan a los que llevan la Marca de la Bestia y a las personas que adoran su imagen.
- El mar se convierte en sangre acabando con toda la vida marina.
- Los ríos y los manantiales se vuelven sangre.
- Una gran ola de calor hace que el Sol arda con un calor intenso y queme a las personas con fuego.
- El reino de la bestia queda sumido en la oscuridad.
- El río Éufrates se seca para facilitar el cruce de los ejércitos del este, en su camino a Israel para la batalla de Armagedón. Este evento corresponde con Daniel 11:44.[3]
- Terremoto a escala mundial que derrumbó todas las montañas en el mar seguido de enormes lluvias con truenos y relámpagos. La geografía y la topografía de la Tierra se alterarán drásticamente para siempre, ya que todas las montañas y colinas serán niveladas y todas las islas serán removidas de sus cimientos o desaparecerán. Los sismos van acompañados de granizo de casi cuarenta kilos cada uno.

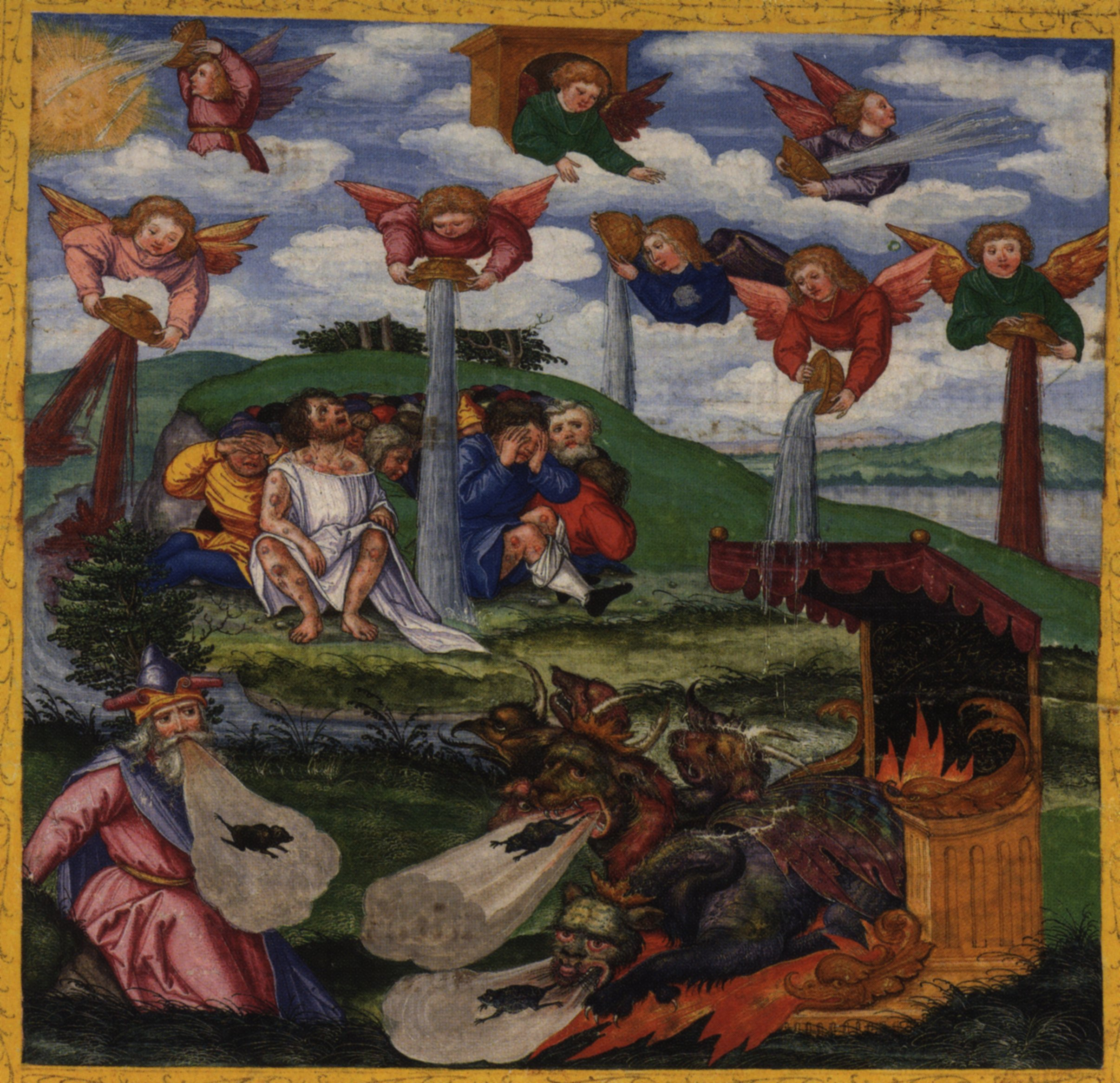
Las siete copas de la ira. Biblia de Ottheinrich, c. 1531 d. C.

### Diecisiete
La mujer que cabalga sobre la bestia es presentada en el capítulo diecisiete. El capítulo entero es bastante simbólico, pero un ángel le explica a Juan el significado de lo que está viendo. La mujer, a la que se hace referencia como "la gran ramera" o ''la gran prostituta'',  es en realidad ''aquella gran ciudad que tiene poder de gobernar sobre los reyes de la tierra'' (Apocalipsis 17:18). Quien es envidiada por los diez reyes que dan poder a la bestia y es destruido por esos diez reyes. "Causarán su ruina y la dejarán desnuda; devorarán su cuerpo y la destruirán con fuego''. Porque Dios ''les ha puesto en el corazón que lleven a cabo su divino propósito. Por eso, y de común acuerdo, ellos le entregarán a la bestia el poder que tienen de gobernar, hasta que se cumplan las palabras de Dios.'' (Apocalipsis 17:16–17).
Apocalipsis 17–18 presenta a una mujer vestida de púrpura y escarlata, y adornada con oro, piedras preciosas y perlas. Ella se sienta sobre una bestia escarlata con 7 cabezas (que representan a 7 reyes) y 10 cuernos (que representan a 10 reyes). Se la describe como "madre de las prostitutas" y está ebria con la sangre de los santos, lo que indica su intensa participación en la persecución. Ella llega al poder y gobierna a los reyes y pueblos de la tierra. Eventualmente, los 10 reyes que gobiernan los reinos que dan su poder a la Bestia se cansan de su influencia y la derrocan. Su destrucción hará que los reyes y mercaderes de la tierra lamenten su muerte.

### Dieciocho

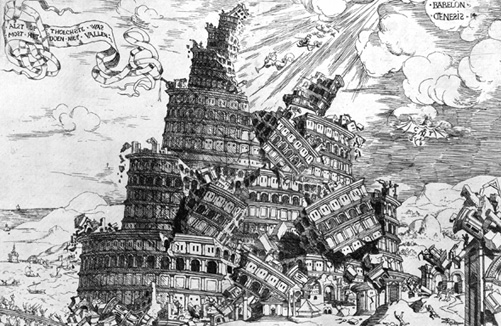
Caída de la Torre de Babel. Cornelis Anthonisz, 1547

Babilonia cae. Esto hace llorar a los mercaderes de la tierra porque ya nadie puede comprar sus productos.

### Diecinueve
Ocurre el matrimonio entre Jesús y su esposa, que se ha arreglado y vestido de lino blanco resplandeciente. (Apocalipsis 19:5–10).
Se presenta un "caballo blanco, cuyo jinete se llama Fiel y Verdadero". "Con justicia dicta sentencia y hace la guerra". (Apocalipsis 19:11). Jesucristo es el jinete mencionado en el capítulo doce. Juan hace referencia al Salmo 2:9 cuando escribe "Las gobernará con puño de hierro". (Apocalipsis 19:15). Es entonces cuando tiene lugar la primera guerra entre el pueblo de Dios y las bestias y reyes de la Tierra. Terminada la guerra, la bestia y el falso profeta son llevados capturados y posteriormente arrojados al lago de fuego y azufre, mientras que todos los demás combatientes enemigos son asesinados y sus cadáveres quedan en el campo para que las aves del cielo devoren su carne. (Apocalipsis 19:20–21).
Jesús regresa a la tierra seguido por los ejércitos del Cielo, a los que se les ve montados en caballos blancos vestidos de lino fino. La Bestia y el Falso Profeta combaten a los ejércitos de Cristo pero son derrotados. A raíz de su derrota, el Anticristo y el Falso Profeta son arrojados vivos al Lago de Fuego, que arde por la eternidad.

### Veinte
Satanás es encadenado en el Abismo por mil años. Los santos que murieron resucitan y comienzan su reinado de mil años con Cristo (Apocalipsis 20:1–6). Después de los mil años, Satanás es liberado del Abismo para engañar a las naciones y reunir a Gog y Magog y la gente del mundo para rodear el campamento de los santos y la ciudad de Jerusalén. Fuego desciende del cielo y los devora, y Satanás finalmente es destruido para siempre (Apocalipsis 20:7–10). Los impíos muertos y todos los que murieron durante el reinado de mil años de Cristo son resucitados y juzgados (Apocalipsis 20:11–14).

### Veintiúno
Un cielo nuevo y una tierra nueva con la Nueva Jerusalén reemplazan al primer cielo y a la primera tierra, así como al mar (Apocalipsis 21:1). Esta es una referencia a Génesis 1:1 e Isaías 65:17. Muchos teólogos lo interpretan alegóricamente como una explicación de la drástica diferencia entre este mundo y el ''cielo'' cuando se reconoce que Cristo ha regresado. "Él les enjugará toda lágrima de los ojos. Ya no habrá muerte, ni llanto, ni lamento ni dolor, porque las primeras cosas han dejado de existir'' (Apocalipsis 21:4).

### Veintidós
Se da una descripción del estado celestial, bajo las figuras del agua de vida y el árbol de la vida, y del trono de Dios y el Cordero. (Apocalipsis 22:1–5) La verdad y el cumplimiento cierto de todas las visiones proféticas, el Espíritu Santo y la esposa del Cordero, invitan y dicen: "¡Ven!". (Apocalipsis 22:6–19) La bendición final. (Apocalipsis 22:20, 21).